# Quinta del Buitre
La quinta del Buitre (in italiano "coorte dell'Avvoltoio") è il nome dato dal giornalista Julio César Iglesias a una generazione di calciatori spagnoli cresciuta nel settore giovanile del Real Madrid che riscosse numerosi successi sportivi di rilievo tra gli anni 1980 e 1990.
Il nome fa riferimento al soprannome del giocatore più noto e carismatico del gruppo, Emilio Butragueño, el Buitre; gli altri quattro membri erano Miguel Pardeza, Manolo Sanchís, Míchel e Martín Vázquez. Col tempo Alfredo Di Stéfano li inserisce in prima squadra.
A partire dal debutto in prima squadra del primo fino all'esordio di tutti gli altri, hanno conquistato un totale di sedici titoli, due Coppe UEFA, sei campionati spagnoli - di cui cinque consecutivamente - tre Coppe di Spagna, quattro Supercoppe spagnole e una Coppa di Lega spagnola. Successivamente, Sanchís, come unico membro rimasto di quella generazione, ha vinto altri sei titoli tra cui due Coppe dei Campioni, titolo che mancò al resto del gruppo.
Per quanto riguarda i riconoscimenti individuali, due hanno avuto maggior successo, Butragueño che ha conseguito due volte il Trofeo Bravo come miglior giocatore europeo under 21, due terzi posti nella classifica del Pallone d'oro, un secondo posto nella classifica marcatori della Coppa del Mondo 1986 e un Trofeo Pichichi come capocannoniere nella Primera División, e Míchel che è arrivato terzo nella classifica marcatori della Coppa del Mondo 1990 come miglior risultato individuale.
Miguel Pardeza ha dichiarato in un'intervista che la Quinta del Buitre rappresentò un momento di grande cambiamento nel calcio spagnolo, in un Paese desideroso di rivalsa dopo il Mundial '82, nel quale la Spagna, da nazione ospitante, non era riuscita a soddisfare le aspettative dei tifosi locali.

## Galleria d'immagini

Emilio Butragueño in azione al Real Madrid nel 1986
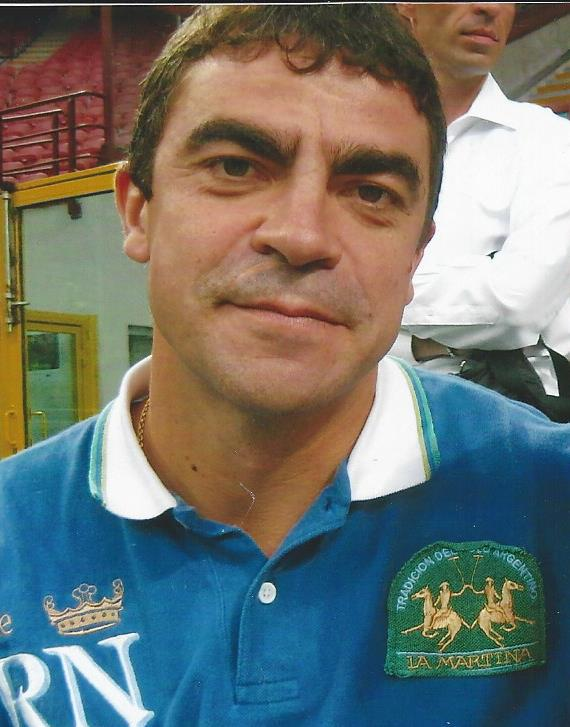
Manuel Sanchís Hontiyuelo nel 2009
Martín Vázquez in azione con la Spagna nel 1990
Míchel in azione in maglia madridista nel 1986

### Videografia
- Federico Ferri e Federico Buffa, Storie Mondiali: Diegooooooooo! (1986), Sky Sport, 2014.